# Johann Otto Stammann

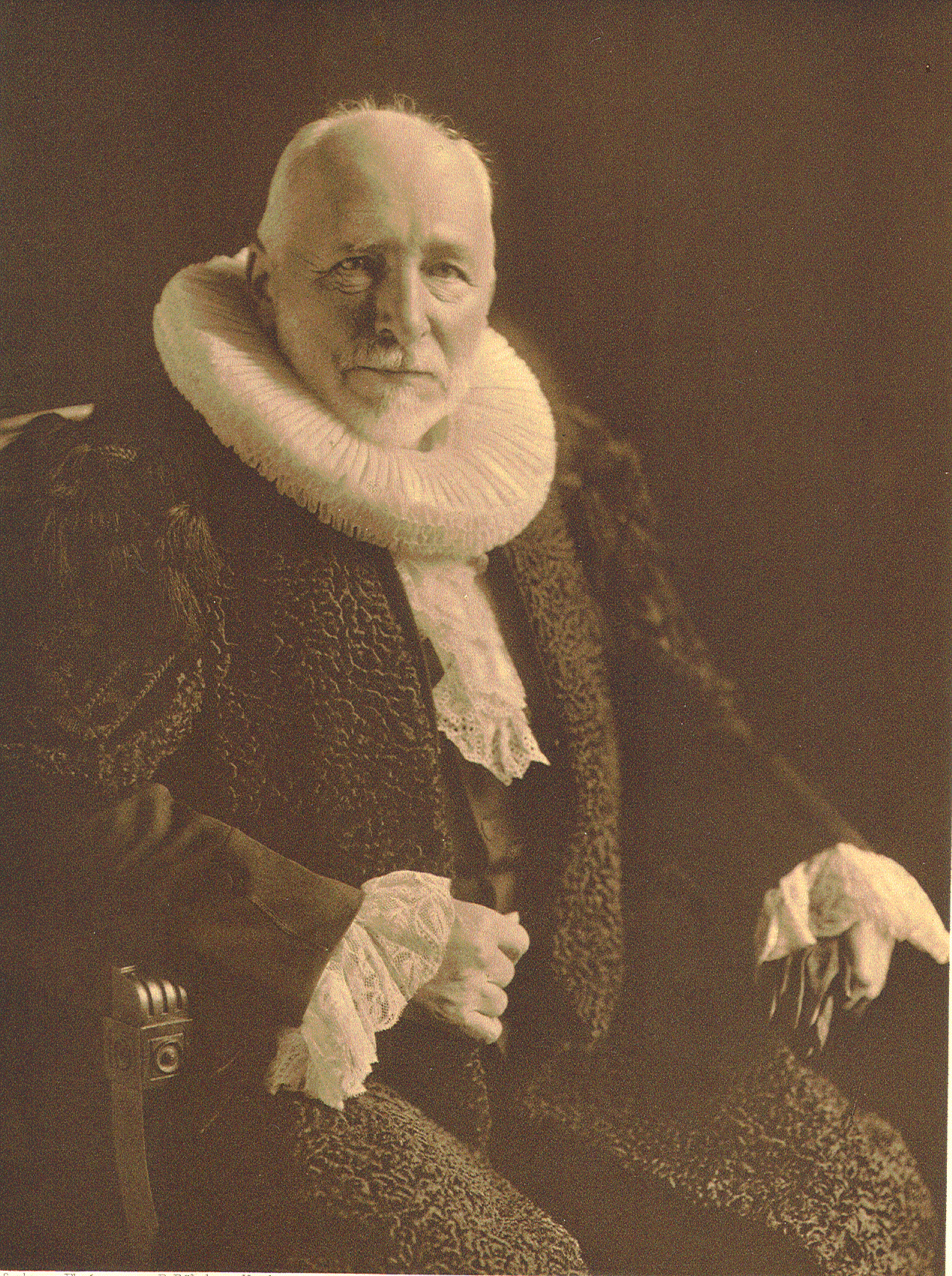
Johann Otto Stammann

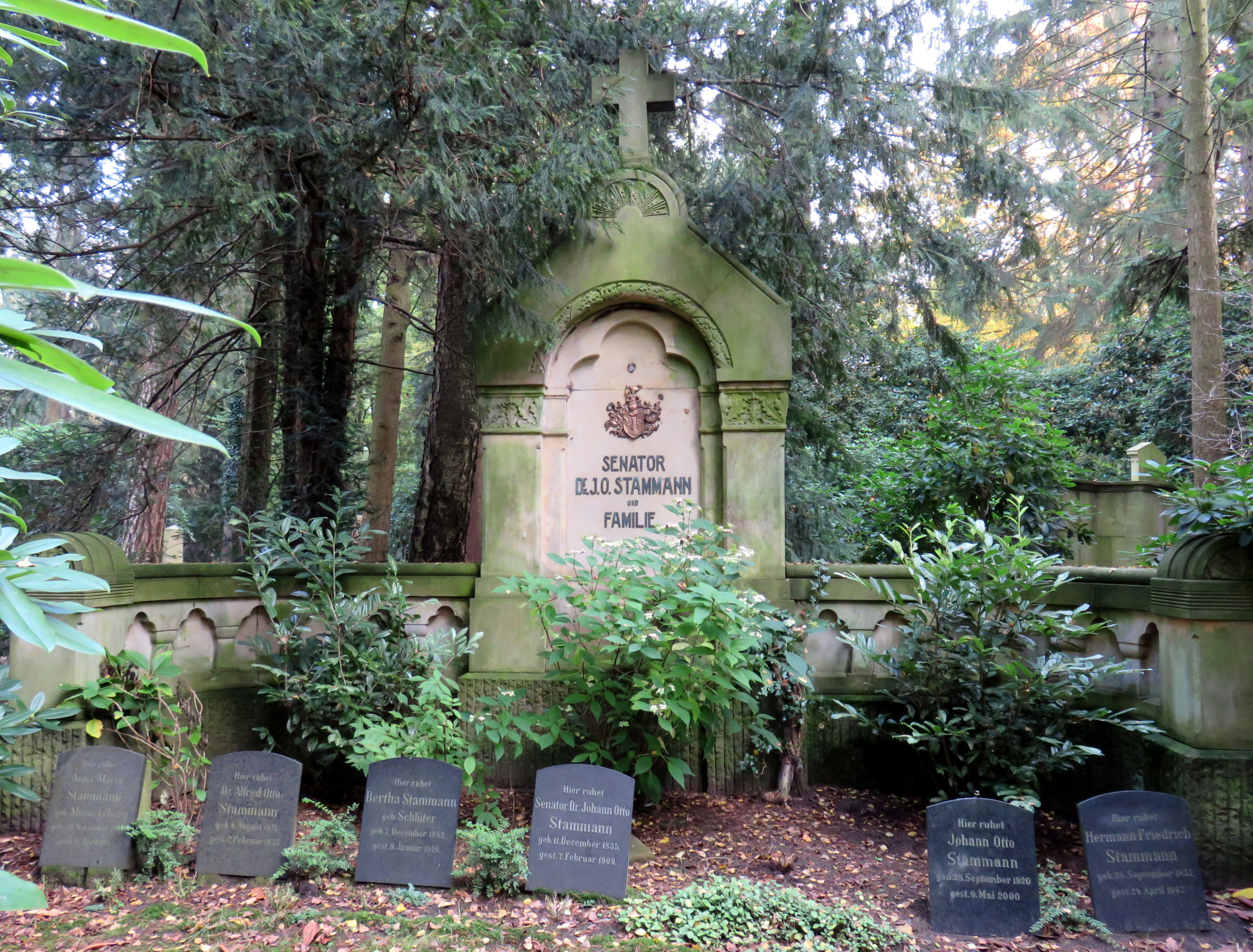
Grab J. O. Stammann auf dem Friedhof Ohlsdorf

Johann Otto Stammann (* 11. Dezember 1835 in Hamburg; † 7. Februar 1909 ebenda) war ein Hamburger Rechtsanwalt, Senator und Bürgermeister.

## Leben
Der Vater von Stammann war Arzt in Hamburg, sein Onkel war der Hamburger Architekt Franz Georg Stammann. Nach seinem Studium der Rechtswissenschaften, er promovierte 1857 in Heidelberg, wurde er 23. April 1858 in Hamburg als Advokat immatrikuliert. Er war bis 1886 als Anwalt eingeschrieben. 1867 heiratete er Bertha Schlüter, deren Großvater David Schlüter von 1835 bis 1843 Bürgermeister von Hamburg war. Der Rechtsanwalt Alfred Otto Stammann war sein Sohn.
Am 22. September 1886 wurde Stammann für den verstorbenen Hermann Anthony Cornelius Weber in den Senat gewählt. Diesem gehörte er bis zu seinem Tod 1909 an. Er war in unterschiedlichen Behörden, so in der Oberschulbehörde, dem Auswanderwesen und im Medizinalkollegium tätig, 1900 war er Polizeiherr. 1906 wurde Stammann zum zweiten Bürgermeister, im Jahr darauf zum Ersten Bürgermeister von Hamburg gewählt. Da er Ende des Jahres 1908 schwer erkrankte, wurde er 1909 entgegen dem Herkommen nicht wieder zum Bürgermeister gewählt.
Seine Beerdigung führte zu einem öffentlichen Meinungsstreit, da er verfassungskonform wie ein einfacher Senator beerdigt wurde, ohne kirchliche Zeremonie, zwei Senatoren waren anwesend. Viele fanden, dass er, da er ein ehemaliger Bürgermeister gewesen war, Anspruch auf ein Staatsbegräbnis gehabt hätte.